# Бели брод
Бели брод (фр. la Blanche-Nef; лат. Candida navis) био је брод који је превозио многе племиће, укључујући и наследника енглеског престола, који је потонуо у Ламаншу близу обале Нормандије код Барфлера током путовања из Француске у Енглеску 25. новембра 1120. године. Само један од отприлике 300 људи на броду, месар из Руана, преживео је потонуће.
Међу онима који су се удавили били су Вилијам Аделин, једини законити син и наследник енглеског краља Хенрија I, његова полусестра Матилда од Перша, његов полубрат Ричард од Линколна, Ричард д’Авранш, ерл од Честера, као и краљевски судија Џефри Ридел. Са смрћу Вилијама Аделина, Хенри је остао без јасног наследника, а краљева смрт 15 година касније је покренула наследну кризу и период грађанског рата у Енглеској познат као Безакоње (1135–1153).

## Потонуће
Бели брод је био новоопремљено пловило којим је као капетан управљао Томас Фицстивен, чији је отац Стивен Фицерард био капетан брода Мора под Вилијамом Освајачем током норманског освајања Енглеске 1066. године. Томас је понудио свој брод енглеском краљу Хенрију I за повратак у Енглеску из Барфлера у Нормандији. Хенри је себи већ био уговорио превоз, али је дозволио многима у својој пратњи да пођу Белим бродом, укључујући његовог наследника Вилијама Аделина, његову ванбрачну децу Ричарда од Линколна и Матилду Фицрој, грофицу од Перша, и многе друге племиће.
Према хроничару Ордерику Виталу, посада је тражила и добила велике количине вина од Вилијама Аделина. У време када је брод био спреман за полазак, на њему је било око 300 људи, иако су се неки, укључујући будућег краља Стивена од Блоа, искрцали због прекомерног пијанчења пре него што је брод испловио.
Капетан брода, Томас Фицстивен, добио је наређење од путника да претекне краљев брод који је већ био испловио. Бели брод је био брз, одличне конструкције и недавно опремљен новим материјалима, због чега су капетан и посада били сигурни да могу први да стигну до Енглеске. Међутим, када је кренуо по мраку, његова лева страна је ударила у хрид и брод се брзо преврнуо.
Вилијам Аделин је ушао у чамац и могао је да побегне, али се окренуо у покушају да спасе своју полусестру Матилду, када је чуо њене вапаје за помоћ. Његов чамац су преплавили други бродоломници у покушају да се спасу, а Вилијам се утопио заједно са њима. Према Ордерику Виталу, Беролд, месар из Руана, једини је преживео бродолом тако што се држао за хрид. Овај хроничар је даље писао да је, када је Томас Фицстивен испловио на површину након потонућа и сазнао да Вилијам Аделин није преживео, одлучио да се удави пре него да се суочи са краљем.
Једна легенда каже да је брод био осуђен на пропаст јер свештеницима није било дозвољено да се укрцају на њега и благослове га светом водицом на уобичајен начин.

## Последице
Директан исход смрти Вилијама Аделина био је период енглеске историје познат као Безакоње. Потонуће Белог брода оставило је Хенрију I само једно законито дете, ћерку по имену Матилда. Иако је Хенри I у неколико наврата присиљавао своје бароне да се закуну да ће подржати Матилду као његову наследницу, жена никада пре тога није сама владала Енглеском. Матилда је такође била непопуларна јер је била удата за Жофруу V, грофа од Анжуа, традиционалног непријатеља енглеских норманских племића. Након Хенријеве смрти 1135. године, енглески барони нису били вољни да прихвате Матилду као краљицу.
Стивен од Блоа, син Хенријеве сестре Аделе, узурпирао је енглески престо пре Матилде и сопствене старије браће Вилијама и Теобалда. Стивен је наводно планирао да отпутује Белим бродом, али се искрцао непосредно пре него што је брод испловио; Ордерик Витал то приписује изненадном нападу дијареје.
Након смрти Хенрија I, Матилда и њен супруг Жофруа Анжујски, оснивач династије Плантагенет, покренули су дуг и разоран рат против Стивена и његових савезника за енглески престо. Безакоње је трајало од 1138. до 1153. са разорним последицама, посебно у јужној Енглеској.
Историчар из тог периода, Вилијам од Малмсберија, написао је:
Ниједан брод који је икада пловио није довео Енглеској такву катастрофу, ниједан није био тако познат широм света. Тада је са Вилијамом погинуо и краљев син Ричард, којег му је пре него што је дошао на власт родила једна жена са села, веома духовит младић, чија је оданост заслужила љубав његовог оца; Ричард, ерл од Честера и његов брат; Отуел, старатељ и тутор краљевог сина; краљева ћерка грофица од Перша и његова нећакиња, Теобалдова сестра, грофица од Честера; поред свих одабраних витезова и дворских капелана, и племићких синова који су били кандидати за витезове, јер су се са свих страна журили да му се придруже, као што сам рекао, очекујући немали добитак на угледу ако би успели да покажу краљевом сину некакву забаву или му учине неку услугу.